# Kernkraftwerk Torness
Das Kernkraftwerk Torness liegt acht Kilometer südöstlich von Dunbar in East Lothian, Schottland, Großbritannien.
Der Bau des Kernkraftwerks begann 1980. Es besteht aus zwei AGR mit einer installierten elektrischen Leistung von zusammen 1364 MW, die 1988 und 1989 in Betrieb gingen.
Eigentümerin und Betreiberin der Anlage ist EDF Energy, eine Tochter der Électricité de France.

## Geschichte
Im November 1999 stürzte ein Panavia Tornado der Royal Air Force nach einem Triebwerksschaden weniger als 1 Kilometer nahe der Anlage ins Meer. Das britische Verteidigungsministerium lobte die beiden Piloten (for demonstrating „exceptional levels of airmanship and awareness in the most adverse of conditions“); sie lösten erst die Schleudersitze aus, nachdem klar war, dass das Flugzeug die Gebäude nicht treffen würde.
Im August 2006 kam es zu einer Abschaltung, nachdem „seaweed“ (Seegras, Seetang) die Hauptansaugöffnung für Meerwasser vollständig verstopft hatte. Beide Reaktoren wurden innerhalb von 70 Minuten nach den ersten Indikatoren abgeschaltet.
Im Zuge der Deregulierung des englischen Stromerzeugungsmarktes wurde Torness Eigentum des Staatsunternehmens Scottish Nuclear. Dieses Unternehmen gehörte zu British Energy. 2008 wurde British Energy von EDF Energy, einer Tochter der Électricité de France, übernommen, die heute Eigentümerin und Betreiberin der Anlage ist. Die Anlage sollte 2023 abgeschaltet werden. Im Februar 2016 wurde verlautbart, dass die Laufzeit des Kernkraftwerkes bis mindestens März 2030 verlängert werden soll. Nach der Entdeckung von Rissen in den Grafitblöcken im Block 1 gab EDF im April 2022 bekannt, die Laufzeit nunmehr nur bis 2028 verlängern zu wollen. Nachdem EDF angegeben hatte, „die Probleme der Rissbildung besser zu verstehen“, wurde im Dezember 2024 die abermalige Verlängerung der Laufzeit bis 2030  bekanntgegeben.
Im Juni 2011 gingen beide Reaktoren aus Anlass einer Quallenplage vom Netz, was sich 2021 wiederholte und zukünftig durch den Einsatz von Drohnen verhindert werden soll.

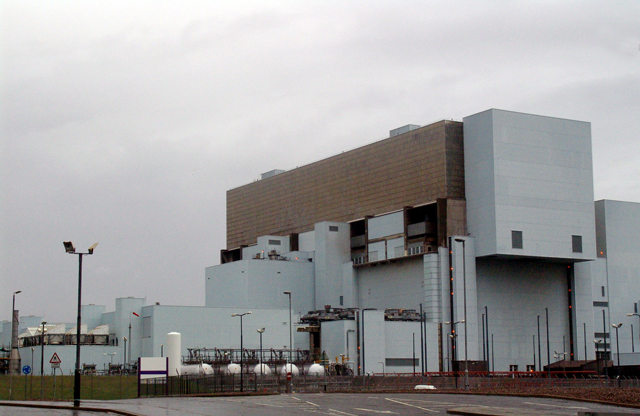
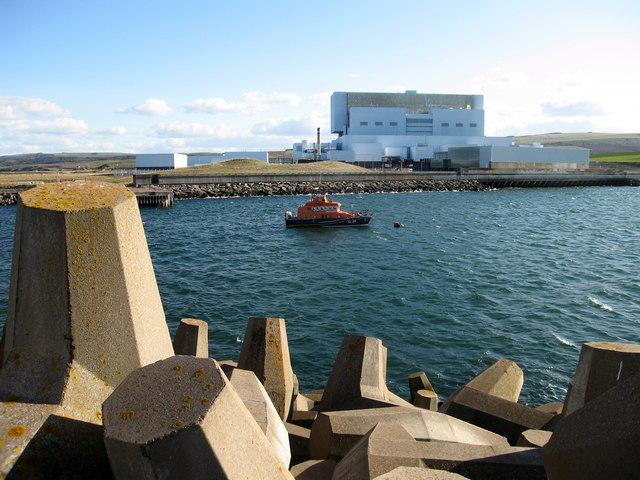
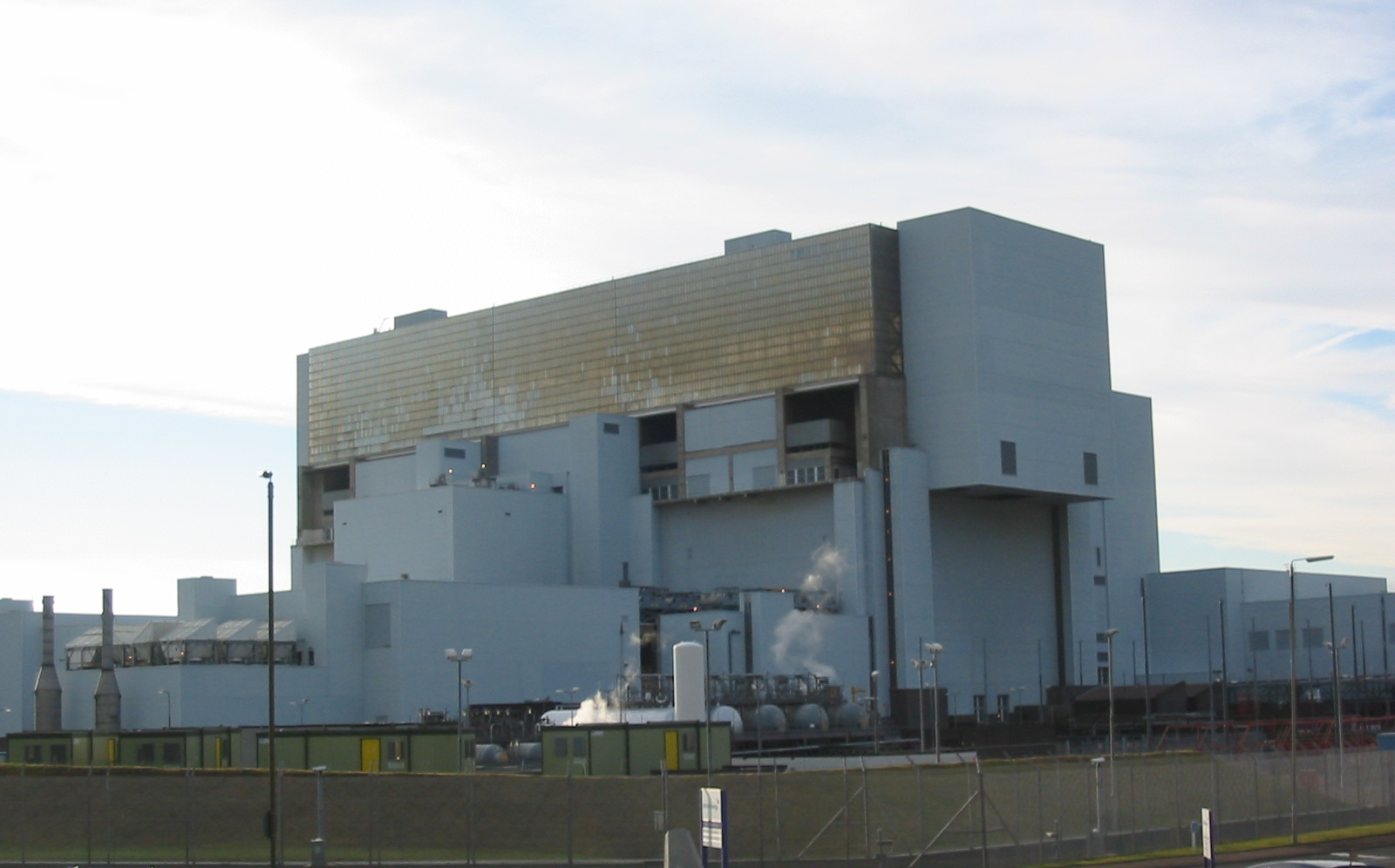

## Daten der Reaktorblöcke
Das Kernkraftwerk Torness hat insgesamt zwei Blöcke:
| Reaktorblock | Reaktortyp | Netto- leistung | Brutto- leistung | Baubeginn  | Netzsyn- chronisation | Kommerzieller Betrieb | Abschaltung         |
| ------------ | ---------- | --------------- | ---------------- | ---------- | --------------------- | --------------------- | ------------------- |
| Torness-1    | AGR        | 600 MW          | 682 MW           | 01.08.1980 | 25.05.1988            | 25.05.1988            | (März 2030 geplant) |
| Torness-2    | AGR        | 605 MW          | 682 MW           | 01.08.1980 | 03.02.1989            | 03.02.1989            | (März 2030 geplant) |

Im Februar 2016 gab EDF Energy bekannt, dass die Laufzeit beider Blöcke um sieben Jahre bis 2030 verlängert werden soll. Im Dezember 2021 wurde bekannt, dass die Laufzeit aufgrund von fortschreitender Rissbildung in den Graphitkernen der Blöcke bis 2028 verkürzt werden soll. Gleiches gilt für den Anlagenteil B im Kernkraftwerk Heysham. Im Dezember 2024 wurde eine Laufzeitverlängerung um 2 Jahre auf März 2030 bekannt gegeben.